# Nhill (cratera)
Nhill é uma cratera de impacto marciana que mede aproximadamente  22 km em diâmetro. Está localizada a 29°S, 103.4°W, a noroeste da cratera Llanesco e a sudoeste da cratera Dinorwic. Seu nome vem de uma cidade em Victoria, Austrália, tendo sido este aprovado pela União Astronômica Internacional em 1991. De acordo com um mapa que ilustra a idade geológica superficial de Marte baseado em dados do Serviço Geológico dos Estados Unidos, a área ao redor de Nhill data da época Noachiana, o que situa a idade do local entre 3.8 e 3.5 bilhões de anos. A cratera é relativamente rasa, com uma  profundidade de apenas 300 m.